# Casa de comercio Sainz Romillo
La “Casa de comercio Sainz Romillo” tiene su origen en 1845, con el comercio de papeles iniciado por José María Romillo Arena  (Vallejo de Mena, Burgos, 1826-Madrid, 1865) fallecido sin descendientes directos 

## Los Romillos
Los Romillos comercializaban, en papel para estampar, periódicos y diferentes artículos para oficinas públicas y privadas. El comercio estaba ubicado en la madrileña calle de la Sal, número 2, cercano a la plaza Mayor. 
En 1879, el comercio fue trasladado a la plaza del Callao, número 6, por los hermanos Teodoro y Eugenio Sainz Romillo, hijos y sucesores de Teodoro Sainz Rueda.

## Familia
José María Romillo Arena era hijo de José Damaso Romillo Ortiz y de Gregoria María de la Arena, fallecida ante el 1865. Josè María Romillo Arena  tenía varios hermanos, entre el cual Eugenio Romillo Arena, fallecido ante en el 1902 a los ochenta años de edad en su domicilío de la calle del Arenal, número 26 en Madrid, y hermanas entre la cual Teresa, fallecida en el 1874, esposa de Emeterio Romillo Cano, estos últimos padres de José María Romillo Romillo, y Francisca, fallecida en el 1881, esposa de Teodoro Sainz Rueda, estos últimos padres de los hermanos Teodoro y Eugenio Sainz Romillo, herederos de la papelería fundada por su tío materno José María Romillo Arena.

## Los Sainz
Teodoro Sainz Rueda, fue agregado a este comercio de papelería en el 1865 por haber casado Francisca Romillo y Arena (fallecida en el 1881) y  en el 1890 uniò sus Almacenes Sainz de vinos Velilla a este comercio. 
Teodoro Sainz Rueda desde el 1870 empezò la producción de sus vinos y, ya en el 1887 tenía en Madrid una bodega de vinos en calle de Jacometrezo, número 45 en la que comercializaba los productos vitiviniculus de sus fincas de Arganda del Rey y de Velilla de San Antonio, donde eran elaboradas en sus bodegas y distilarias.
Entre el 1871 y el 1875 Teodoro Sainz Rueda deja la “papelería” a sus hijos Teodoro y Eugenio Sainz Romillo bajo la razón social de "Sainz Romillo Hermanos". En el 1879, como ya decímos, los hermanos Sainz Romillo trasladan la “papelería” en plaza del Callao, número 6, Madrid.
Así que bajo la misma direccíon de plaza del Callao, número 6, se reuniròn las actividades viniculas de los Sainz de Rueda con la de la papelería de los Sainz Romillo però manteniendo razones sociales y propiedad distintas.
En el 1892 la “papelería” resulta entestada a "Teodoro Sainz Romillo" pues ya en el 1893 cambia en “Casa de comercio de Don Eugenio Sainz y Romillo”. En el 1897 es “Almacén de papel de Teodoro Sainz-Romillo y García".
En el 1905 muda de nuevo su razón social en "Teodoro Sainz Romillo" que tiene su habitacíon en la calle de Jacometrezo, número 62, en Madrid, cercana a la plaza del Callao.
La actividad vitivinícola así como las fincas de Velilla de San Antonio quedan a Eugenio Sainz Romillo.
El negocio queda siempre en la plaza del Callao, número 6 en Madrid hasta el 1914 cuando fue expropiada por la construcción de la Gran Vía. 
Después de esta fecha, que corresponde también con el inicio del derrocamiento de las fortunas de los hermanos Sainz Romillo, no hayn más noticias de esta “papelería” que fue activa en Madrid por setenta años, ni tampoco del comecrio de vinos Velilla.